# Нешто што би вас могло шокирати и дискредитовати
Нешто што би вас могло шокирати и дискредитовати је мемоарска књига, састављена у облику серије есеја, америчког писца Данијела М. Лејверија. Објављена је 11. фебруара 2020. године од стране издавачке куће Atria Publishing Group. Књига истражује теме које укључују род и родну транзицију, као и популарну културу и теологију.
Нешто што би вас могло шокирати и дискредитовати је трећа књига Данијела М. Лејверија и прва коју је написао након што је започео родну транзицију. Књига се састоји од 41 самосталног есеја, подељених у 22 „поглавља“ и 19 краћих и експерименталнијих „интерлудија“. У овим есејима се истражују различити жанрови и теме. Теме које се стално понављају укључују Јаковљево рвање са анђелом и Лејверијево хришћанско одгајање.
Књига је добила позитивне критике, а рецензенти су је генерално описали као кохерентну и проницљиву упркос њеној необичној структури и тону. Хваљена је због избегавања уобичајених тропова везаних за тему промене пола.

## Позадина
Лејверијева писaчка каријера почела је са The Toast, феминистичким веб-сајтом који је основао заједно са Никол Клиф 2013. године. Године 2015. објавио је своју прву књигу, Texts from Jane Eyre. Његова друга књига, The Merry Spinster, објављена је 2018. године, неколико дана након што се аутовао као трансродна особа. Нешто што би вас могло шокирати и дискредитовати била је Лејверијева трећа књига, написана након што је започео промену пола.
Лејвери је одрастао у евангелистичкој породици, а теме из хришћанства истакнуто се налазе у књизи Нешто што би вас могло шокирати и дискредитовати. У књизи, Лејвери описује „чежњу за домом без корена која се за религиозног једанаестогодишњака прилично лепо превела у чежњу за рајем. Касније ће се то прилично лепо превести, за нервозног тридесетједногодишњака, у транссексуалност“. Између 5. и 22. године, Лејвери се бавио проучавањем Библије неколико дана у недељи по неколико сати дневно, библијске ликове и приче је описао као „тапете у његовом мозгу“.
Године 2019, Лејвери је пријавио свог оца, пастора цркве Менло, Џона Ортберга, јер је дозволио вернику, Лејверијевом брату, са „опсесивним сексуалним осећањима према малој деци“ да настави ненадзирану интеракцију са децом. Лејвери је потом прекинуо везе са својом биолошком породицом и ревидирао књигу две недеље пре објављивања како би уклонио позитивне карактеризације свог оца.

### Наслов
Фраза Нешто што би вас могло шокирати и дискредитовати потиче из сцене у Симпсоновима у којој Лајонел Хац покушава да дискредитује Апуа Нахасапимапетилона, сведока са еидетским памћењем. Након што сведок тачно наведе коју кравату Хац носи, Хац одговара „Имам нешто да вам кажем, нешто што би вас могло шокирати и дискредитовати“, док видљиво покушава да скине кравату, а затим тврди да заправо не носи кравату. Лавери је рекао Сему Сандерсу да је „у том тренутку имао осећај као да је толико тога о, знате, скидању маски, скидању слојева... Прилично рано у процесу писања, да сам наишао на тај наслов.“ Објаснио је Калвину Касулкеу да се Хац „претвара да не носи кравату, али је носи, и то заправо не дискредитује особу са којом разговара. Дискредитује самог себе.“

### Публикација
Књига Нешто што би вас могло шокирати и дискредитовати објављена је 11. фебруара 2020. године од стране издавачке куће Atria Publishing Group. Има 256 страница.

## Рецепција

### Рецензије
У часопису The New York Times Book Review, Џорди Розенберг је изјавио да нелинеарна нарација књиге Нешто што би вас могло шокирати и дискредитовати чини је „заразно чудном и дивном“. Описао је Лејверија као „лапидаристу транзиције пола“ и похвалио његово избегавање уобичајених тропова везаних за тему, као што су „трагична трансродност“ и самоправедност. Сем Сандерс је додатно приметио да књига избегава тропе о транзицији пола, напомињући као пример да истражује Лејверијеве покушаје да убеди себе да не мења пол, уместо да представи одлуку као лаку.
Књига Нешто што би вас могло шокирати и дискредитовати добила је оцену звездице у часопису Kirkus Reviews. У рецензији је наведено да „оно што ове есеје широког спектра чини кохерентном збирком јесу ауторова дирљива размишљања о вери и полу“ и описано је да је Лејвери „освежавајуће неустрашив од сопствене несигурности“, закључујући да би „свако требало да прочита ову изванредну књигу“. У часопису Publishers Weekly, Нино Чипри је описао Лејверијев стил писања у књизи као „ерудитан, самопонижавајући и гостољубив“ и напоменуо његову употребу библијских парабола за дискусију о промени пола. Рецензија у часопису The New Yorker похвалила је Лејверијеву способност да прелази између „критике, личног есеја и књижевне пастише“ и описала књигу као „путну мапу за сналажење у уму једног изузетног писца“. У часопису Happy Mag, Ден Шо је написао позитивну рецензију за књигу Нешто што би вас могло шокирати и дискредитовати и изјавио да „можда мислите на то као на ток свести, али то би противречило извајаној артикулацији прозе... То је авантура, али вођена“.
Позитивна рецензија Констанс Грејди у часопису Vox описала је књигу Нешто што би вас могло шокирати и дискредитовати као „чудну, самозадовољну и бизарно специфичну, на све најбоље могуће начине“. Грејди је похвалила књигу као духовиту, али и „нежно, благо промишљену о полу и о томе шта значи транзиција“. У часопису New York Journal of Books, Анет Лапоант је истакла да је велики део књиге индиректно аутобиографски, карактерисан употребом „веома познатог, лежерног језика“ за описивање „веома специфичних, далеко од општих искустава“. Описала ју је као „емоционално ефикасну, али не увек у потпуности приступачну“ и изјавила да је то била и Лејверијева најмање приступачна и његова најважнија књига. У Winnipeg Free Press-у, Џил Вилсон је написала да Нешто што би вас могло шокирати и дискредитовати „може бити тешко пратити“, али „може открити више о искуству транзиције“ него мемоари који су написани директније, и закључила је да је књига „мемоари који ће вас насмејати до суза, натерати да чешете главу, трагати за душом, трансмаскулини мемоари за које нисте знали да су вам потребни“.
Рецензија у часопису The AV Club, која је књизи дала оцену B+, описала је текст као „три елоквентне књиге у једној“ у вези са комбинацијом есеја, мемоара и културне анализе. Карактеришући Лејверија као „најспретнијег приповедача“, истакла је да књига нема хронологију и навела да је „повремено кружна, али увек проницљива“, закључујући да је Лејвери „створио дубоко лични језик за дубоко личну причу“. У часопису The Daily Californian, Алекс Хименез је оценила књигу са 5 од 5, написавши да „кроз индивидуализоване коментаре и о популарној и о високој уметности, Лејвери раставља у делове и поново саставља једно духовито поглавље за другим“. Окарактерисала је књигу као кохезивно дело упркос Лејверијевој употреби различитих жанрова и нехронолошког редоследа.

### Листе
Књижевна критичарка часописа Vox, Констанс Грејди, уврстила је књигу на листу 15 најбољих књига које је прочитала 2020. године, описујући је као „весело, невероватно специфично и невероватно дубоко поистоветиво штиво за уживање“. У часопису USA Today, нашла се на врху листе „5 књига које не треба пропустити“ од 8. фебруара 2020. Била је међу „15 омиљених књига 2020. године“ часописа AV Club.
BuzzFeed News је уврстио књигу на листу „12 сјајних књига које доводе у питање токсичну мушкост“ из маја 2021. године, а писац Алекс Мекелрој ју је описао као „метаморфозу која меша жанрове“ која је „подједнако неухватљива и искрена“. У часопису The Guardian, уврштена је на листу „књига за уживање током карантина“ из марта 2020. године.